# Cameron Graves
Cameron Graves (* 1982) ist ein amerikanischer Fusionmusiker (Piano, Komposition); er gilt seit Anfang der 2000er Jahre als eine zentrale Figur in der Jazzszene von Los Angeles.

## Leben und Wirken
Craves wurde durch seinen Vater Carl Graves, der 1974 mit „Baby, Hang Up the Phone“ einen Top-20-R&B-Hit hatte und später bei Oingo Boingo einstieg, an die Musik herangeführt. 1994 war Cameron Graves als Backgroundsänger (zusammen mit seinem Bruder und späteren Duopartner Taylor) an deren Album Boingo beteiligt. Als Schüler auf der Locke High School in L.A. traf er mit Kamasi Washington, dem Posaunisten Ryan Porter, dem Schlagzeuger Ronald Bruner Jr. und dem Bassisten Stephen „Thundercat“ Bruner zusammen. Washington, die Gebrüder Bruner und er nahmen (betreut von Billy Higgins) 2004 als Young Jazz Giants ein gleichnamiges Album auf. Aus den Young Jazz Giants entstand die Band Next Step, die Washington 2005 auf dessen eigenveröffentlichter Doppel-CD Live at 5th Street Dick’s begleitete. Graves entwickelte aus diesen Musikern im Folgenden das Kollektiv West Coast Get Down, den Kern von Washingtons Album The Epic (2015).
Graves spielte weiterhin in den Gruppen Wicked Wisdom (einer Metal-Band um Frontfrau Jada Pinkett Smith) und The Score und war an Leon Wares Album Moon Ride beteiligt. Gemeinsam mit seinem Bruder Taylor trat er als Graves Brothers auf; auch komponierte er Musik für Film und Fernsehen. 2017 wirkte er auf dem Debütalbum des Bassisten Miles Mosley (Uprising) mit sowie auf Ryan Porters Spangle Lang-Lane und Kamasi Washingtons Harmony of Difference,  später auf dessen Album Fearless Movement (2024).
Graves veröffentlichte 2017 mit Planetary Prince sein Debütalbum unter eigenem Namen  bei Mack Avenue Records; neben seinen langjährigen Kollegen waren der Trompeter Philip Dizack sowie als zusätzlicher Bassist Hadrien Féraud beteiligt. 2018 war er mit seinem Trio unterwegs und schloss sich dann der Band von Stanley Clarke für das Album The Message und die anschließende Welttournee an. 2021 veröffentlichte Graves sein zweites Album Seven mit Eigenkompositionen, die von seinem Quartett (mit Max Gerl am Bass, Mike Mitchell am Schlagzeug und Colin Cook an der Gitarre) interpretiert wurden, das für zwei Titel um Kamasai Washington erweitert wurde; die Musik entwickelte sich in Richtung Metal und wurde von ihm „Trash Jazz“ genannt. 2022 folgte sein Live-Album Live from the Seven Spheres.